# Muntele vrăjit
Muntele vrăjit (în germană Der Zauberberg) este un roman filosofic al scriitorului german Thomas Mann, scris în 1912–1924 și publicat de S. Fischer Verlag în 1924. Narațiunea se desfășoară într-un sanatoriu de bolnavi de tuberculoză, situat departe de agitația lumii, în Alpi, undeva în apropiere de Davos, Cantonul Grisunilor, într-un decor plin de simbolism și introspecție.
Romanul a fost ecranizat ca Der Zauberberg (Muntele vrăjit) de Ludwig Kremer în 1968 și de Hans Geissenderfer în 1982.

## Geneza și apariția romanului
Thomas Mann lucrează la romanul „Muntele vrăjit” timp de 12 ani, inspirat de experiența proprie de viață (scriitorul  vizitează sanatoriul de la Davos, în 1912, când soția sa era  internată acolo) și de o mulțime de situații și modele umane cu care a venit în contact. Încheierea și publicarea romanului se soldează cu succes, cartea cunoscând în doar patru ani peste o sută de ediții. În românește romanul poate fi citit în traducerea lui Petru Manoliu din 1967, care a cunoscut mai multe reeditări, ultima în 1994 la Editura Rao.

## Rezumat
Capodoperă a literaturii secolului XX, „Muntele vrajit” strânge într-o adevarată frescă intelectuală toate forțele ce acționeaza asupra omului modern. Thomas Mann  descrie în romanul său societatea europeana de dinainte de Primul  Razboi Mondial, o lume bolnava ce se îndreapta către o catastrofă.
Povestea romanului este destul de ușor de urmărit. Personajul principal, Hans Castorp, merge la un sanatoriu din munții Alpi pentru a-și vizita verișorul bolnav de tuberculoză, aflat acolo la tratament. Ceea ce trebuia să fie o scurtă vizită ajunge să se prelungească treptat într-o ședere permanentă, odată ce simptomele bolii se regăsesc și la Castorp. În acest loc, Hans va întâlni tot felul de parteneri de dialog cu care își va petrece timpul și va trăi experiențe, care îi vor schimba perspectiva asupra vieții. Experiența bolii, apropierea morții, ritmul diferit al vieții liniștite din sanatoriu față de agitația socială din acei ani transformă sanatoriul din Berghof într-un spațiu special, diferit față de lumea obișnuită, astfel explicându-se și titlul romanului „Muntele vrăjit”. Muntele devine un spațiu al transformării și inițierii pentru Hans Castorp.
Atracția principală a romanului este reprezentată de confruntările de idei dintre personajele internate sau care au legături cu acestea. Fiecare personaj reprezintă un curent de idei filosofice larg răspândit în Europa acelui interval istoric sau, după caz, sunt investite cu alte valori simbolice. De pildă, Settembrini este arhetipul umanistului raționalist și adept al libertății de gândire, iar Naphta, rivalul primului, este un iezuit fanatic, adept al pedepselor corporale și flagelării. Multe părți din roman sunt dedicate disputelor filozofice dintre cei doi, dispute purtate cu scopul de a-l câștiga pe tânărul și neexperimentatul Castorp.În cele din urmă, Nafta îl provoacă pe Settembrini la duel, acesta refuză să tragă spada, iar în urma acestui gest Naphta își trage un glonte în cap. La rândul său, Peeperkorn, olandezul, dirijorul mulțimilor, este cel care prezidează petrecerile ca nimeni altul, simbolizează caracterul dionisiac, așa cum este descris în filosofia lui Nietzsche. Dacă  înțelege să-și trăiască viața după principiile unui aristocrat rasat, tot așa va și muri: se va sinucide cu ajutorul unui mecanism ingenios, o adevărată operă de artă, care reproducea capul unui șarpe veninos.O nou venită, Elly Brand, o tânără daneză, va deveni centrul atenției. În timpul jocurilor de societate pe care toți din sanatoriu le practicau, au descoperit, cu uimire la început, puterile paranormale ale acesteia, pentru ca apoi mulți dintre pacienți să participe, alături de doctorul Krokowski și consilierul aulic Behrens, la ședințe de spiritism și la „experimentele științifice” pe care acesta le făcea cu Elly.Doctorul Krokowski și asistentul lui, Behrens sunt adevărate eminențe cenușii, figuri enciclopediste, de al căror verdict atârnă plecările sau intrările în sanatoriu, figuri care nu se dau înapoi să exploreze patologiile corporale dar și subconștientul, visele sau temele cu reliefuri oculte.Hans Castorp acceptă să participe la o asfel de ședință chiar când spiritul cu care comunica Elly făgăduise că va chema pe oricine vor dori ei din lumea morților. Neîndrăznind nimeni să rostească vreun nume, Hans îl rostește pe cel al vărului său. Când Joachim apare în camera închisă, unde se adunaseră, Hans Castorp  are revelația unui sacrilegiu. Un personaj cu greutate în maturizarea tânărului este rusoaica Clavdia Chauchat, seducătoarea supremă, dar și o educatoare în domeniul dragostei pentru deloc experimentatul Castorp. Clavdia este o rusoaică excentrică, care are o ținută neglijentă, o moralitate îndoielnică, își roade unghiile. Hans se îndrăgostește de Clavdia pentru că ea este expresia fascinației lui pentru ceea ce nu-i aparține, pentru depărtare, dezordine, nonconformism, boală. Vărul Joachim, eternul inadaptat al sanatoriului, este vocea datoriei, este soldatul care visează să slujească lumea de jos, să împingă mersul istoriei.
Thomas Mann face o analiză detaliată a Europei antebelice, personajele care se perindă prin sanatoriu reprezentând fațete ale continentului aflat în degringoladă. De la savanți la șarlatani, de la credincioși la sceptici, pustnici și hedoniști, puritani și dezmățați, toți au un loc în acest tablou tulburător.  
Finalul cărții indică dezamăgirea și pierderea scopului care s-au făcut simțite la sfârșitul Primului Război Mondial. Unii pacienți mor, alții pleacă pentru scurtă perioadă și apoi revin, alții sunt nevoiți să rămână mereu la munte dacă mai vor să trăiască. Ultima imagine a sanatoriului este aceea a bolnavilor așteptând înghețați, cu bagajele făcute, venirea trenului. În încheierea romanului, protagonistul, Hans Castorp,se aruncă în vârtejul distrugător al Marelui Război. Privirea autorului se îndreaptă spre soldații care iau parte la lupte, găsindu-l „întâmplător” printre ei și pe Hans Castorp care nu se deosebește prin nimic de aceștia, luptând și târându-se prin noroaie ca și ei.

## Legături externe
- A review of the novel from a medical perspective (Retrieved via the Internet Archive.)
- A study guide for the novel (Retrieved via the Internet Archive.)
- The 'Zauberberg' in Davos still exists (The sanatorium was converted into a hotel in 1954.)
- Magic Mountain Map Arhivat în 9 septembrie 2019, la Wayback Machine.